# Шлеменко, Александр Павлович
Алекса́ндр Па́влович Шлеме́нко (род. 20 мая 1984, Омск) — российский боец смешанного стиля (ММА), представитель средней весовой категории. Выступает на профессиональном уровне начиная с 2004 года, наиболее известен участием в турнирах американской организации Bellator MMA — состоял в ней практически со времён её становления и, одержав здесь двенадцать побед, является одним из самых успешных её бойцов. Дважды выигрывал гран-при Bellator, владел титулом чемпиона Bellator в среднем весе, который сумел защитить трижды.
За свою долгую спортивную карьеру Шлеменко выступал и во многих других бойцовских промоушенах, как то M-1 Global, League S-70, Fight Nights, RCC, SFL, ShoXC, Jungle Fight, входил в число сильнейших бойцов мира средней весовой категории по версиям тех или иных изданий. Чемпион мира по современному панкратиону, чемпион Азии, чемпион России, обладатель Кубка России по панкратиону. Имеет звание мастера спорта международного класса по армейскому рукопашному бою.
Исповедует крайне агрессивный стиль, наносит большое количество силовых ударов и всегда стремится нокаутировать соперника. Его характерная черта — частое применение ударов с разворота, особенно эффективны в его исполнении удары руками «бэкфисты», с помощью которых он потрясал многих своих оппонентов. В общей сложности выиграл среди профессионалов более шестидесяти боёв, подавляющее большинство побед оформил досрочно, не дожидаясь судейского решения. За бескомпромиссную атакующую манеру ведения поединка порталом Sherdog дважды включался в список самых жестоких бойцов ММА. Лучший спортсмен России 2016 года по версии журнала GQ.
Возглавляет находящуюся в Омске авторскую школу боевых искусств «Шторм», является довольно успешным тренером по ММА, в частности его ученики Андрей Корешков и Александр Сарнавский выступают в смешанных единоборствах на самом высоком уровне. Главный тренер команды «Новый поток», член оренбургского клуба единоборств «Боец» и профессионального бойцовского клуба RusFighters. Александр Шлеменко известен своей общественной деятельностью и активной гражданской позицией, он — последователь здорового образа жизни и ярый борец с алкоголизацией страны. Женат, есть пятеро детей.

## Биография

### Ранние годы
Александр Шлеменко родился 20 мая 1984 года в Омске. Детство провёл в окраинном микрорайоне Московка-2, в 1991—2001 годах учился в омской средней общеобразовательной школе № 99. Активно заниматься спортом начал ещё в возрасте шести лет, когда в течение одного учебного года посещал секцию ушу. В семь лет записался в секцию кикбоксинга, спустя год тренировок получил первую в своей спортивной карьере награду, выиграл серебряную медаль на первенстве города в весовой категории до 30 кг. Одновременно с этим в начальных классах школы увлекался лыжными гонками, пробовал себя в греко-римской борьбе и дзюдо. «Раньше было как: в школу приходили тренеры, агитировали заниматься спортом. Так вот с восьми лет я шёл в каждую секцию, в которую звали». В юношеском возрасте серьёзно занимался альпинизмом и спортивным туризмом, участвовал в маршрутных походах по горам Кыргызстана.
В пятнадцать лет по наставлению отца пришёл в секцию тайского бокса омской Детско-юношеской спортивной школы № 30, позже под руководством тренеров Евгения Александровича Чигоряева и Александра Алексеевича Иванникова начал осваивать здесь технику армейского рукопашного боя — выступал на самых престижных турнирах по АРБ, в частности является победителем международного мемориального турнира генерала армии В. Ф. Маргелова (2003), трёхкратный победитель открытого Кубка Вооружённых Сил РФ памяти Н. П. Чепика (2003, 2004, 2007). К двадцати годам получил наивысшее возможное в этой дисциплине звание «Мастер спорта России международного класса».
Имеет высшее образование, в 2006 году окончил Сибирский государственный университет физической культуры и спорта, где обучался на факультете игровых видов спорта и единоборств — на кафедре теории и методики восточных единоборств.

### Начало профессиональной карьеры
Ещё в детстве Александр смотрел видеокассеты с записями боёв UFC и задумывался о выступлении в «боях без правил». Добившись на любительском уровне максимального возможного результата, он решил попробовать себя в профессиональных смешанных единоборствах. На выбор карьеры бойца повлиял и пример Фёдора Емельяненко, доказавшего, что в ММА можно получить всемирную известность и обеспечить этим свою семью. Проходил подготовку в омском клубе единоборств «Сатурн-Профи» под руководством тренера Владимира Анатольевича Зборовского, а после его смерти в течение некоторого времени был подопечным одноклубника Кавказа Султанмагомедова, одного из первопроходцев российского ММА, который стал для него примером. Чуть позже присоединился к профессиональному бойцовскому клубу RusFighters и доверил свою карьеру вице-президенту этого клуба Алексею Жернакову, который по сей день остаётся его менеджером.
Официально дебютировал среди профессионалов в феврале 2004 года на омском этапе Кубка России по панкратиону, проводившемся под эгидой Международного совета по абсолютным поединкам (IAFC) — провёл два боя за один вечер, победив обоих своих соперников техническим нокаутом. Получил на этом турнире свой первый гонорар 300 долларов, по 150 долларов за победу в каждом бою. Уже в марте выступал на открытом Кубке Азии по панкратиону в Якутске, дошёл здесь до финала и в решающем поединке потерпел первое в карьере поражение — Беслан Исаев применил на нём рычаг локтя и заставил сдаться. Через две недели Шлеменко уже дрался на турнире «Кубок империи» в Казани, так же благополучно преодолел полуфинальную стадию, но в финале единогласным решением судей уступил Венеру Галиеву. В апреле выиграл этап Кубка России в Самаре, взяв верх над таким известным дагестанским бойцом как Магомед Султанахмедов, в июне стал чемпионом России по панкратиону в категории до 85 кг, в декабре был лучшим на этапе Кубка России в Ульяновске, в том числе взял здесь реванш у Венера Галиева, победив его досрочно в первом же раунде. Таким образом, в течение одного года Шлеменко провёл 14 профессиональных поединков.
В 2005 году продолжил активно выступать на различных турнирах. Так, в марте победил всех троих соперников на чемпионате Азии IAFC в Якутске, в октябре первенствовал на открытом Кубке Сибири по панкратиону в Омске. Тогда же впервые выступил на прошедших в Санкт-Петербурге турнирах M-1 Global, победив обоих предложенных ему соперников. В ноябре первый раз выехал драться за рубеж, в рамках бразильского промоушена Jungle Fight встречался с натурализованным кубинским бразильцем Жозе «Пеле» Ланди-Жонсом, обладателем чёрного пояса по БЖЖ, и по итогам трёх раундов уступил ему единогласным судейским решением. Чуть позже одержал победу на проведённом Азиатской федерацией панкратиона (APF) чемпионате мира в Астане — в финале вновь встретился с Бесланом Исаевым и смог взять у него реванш, поймав в удушающий приём «треугольник».
2006 год начал с ещё одной победы на чемпионате мира по панкратиону APF в Астане, однако затем последовали два поражения подряд. В апреле на турнире Jungle Fight бразилец Роналду «Жакаре» Соуза уже в первом раунде перевёл Шлеменко в партер и задушил «треугольником руками» — россиянин потерял сознание, и была зафиксирована техническая сдача. Несколько лет спустя Александр отмечал в своём видеоблоге, что был тогда «дурачком» и совершенно не уделял внимания борьбе в партере, тренируясь по методике армейского рукопашного боя, где партера как такового нет. Если раньше выступления в ММА были для него своеобразным хобби, подработкой во время учёбы, то после боя с Соузой он начал относиться к своей профессиональной карьере по-настоящему серьёзно, приступил к освоению техник борьбы. Тем не менее, в сентябре его постигла ещё одна неудача, на турнире WFC в Словении он вновь вышел на ринг против Жозе Ланди-Жонса, их поединок вновь продлился всё отведённое время, и бразильский боец снова выиграл по очкам. Позже Шлеменко называл этот бой самым тяжёлым в своей карьере, так как уже в первом раунде он получил переломы кистей обеих рук и затем держался исключительно на морально-волевых качествах.
Восстановившись от травм, в 2007 году Александр Шлеменко одержал победы на Братском фестивале спортивных единоборств и на международном турнире «Сибирский вызов» в Братске, нокаутировал двух соперников на турнирах нового промоушена BodogFIGHT, состоявшихся в Ванкувере и Москве. В апреле 2008 года на турнире fightFORCE в Санкт-Петербурге представлял Россию в матчевой встрече со сборной мира и победил своего финского соперника Микко Суванто нокаутом в первом же раунде. Затем в мае вышел победителем на «Сибирском вызове 2» в Братске, в октябре дебютировал в США на крупном американском телеканале Showtime — в рамках организации Elite Xtreme Combat эффектно победил американца Роберта Макдэниела. В ноябре отметился удачным выступлением на турнире IAFC в Новосибирске, где разыгрывалась матчевая встреча между сборными России и мира. Осенью 2009 года Шлеменко стал победителем турнира Hell Cage в Праге и Кубка мэра в Новосибирске. Его серия из девяти побед подряд прервалась на бойцовском фестивале в Хельсинки в поединке с болгарином Йорданом Радевым. В концовке первого раунда Радев сильным левым боковым ударом попал точно в подбородок и нокаутировал российского бойца — он долго лежал на канвасе и не мог прийти в себя. Много позже сайтом Чемпионат.com этот нокаут был включён в число пяти тяжелейших поражений российских бойцов за всю историю ММА. Сам Шлеменко говорил, что этот сокрушительный нокаут нисколько не отвратил его от смешанных единоборств, а наоборот заставил тренироваться ещё усерднее.
В начале 2010 года Шлеменко победил на домашнем турнире «Битва гладиаторов» в Омске и снова съездил на бойцовский фестиваль в Хельсинки, где за 40 секунд нокаутировал американца Шона Салмона, нанося ему множественные удары коленями по туловищу. Имея в послужном списке 34 победы и только 6 поражений, он привлёк к себе внимание многих крупных промоушенов, в том числе поступали предложения от таких организаций как Strikeforce, Dream, MFC, однако они с менеджером Алексеем Жернаковым сделали выбор в пользу Bellator Fighting Championships, посчитав их предложение «самым интересным по целому ряду причин».

### Путь к титулу чемпиона Bellator
Подписав контракт с Bellator, Шлеменко сразу же стал участником второго сезона гран-при средневесов, турнира-восьмёрки на выбывание, по итогам которого должен был определиться официальный претендент на титул чемпиона организации. В стартовом четвертьфинальном поединке в апреле 2010 года единогласным решением судей он победил Мэтта Мэйджора. В мае в рамках полуфинала встретился с Джаредом Хессом и в третьем раунде выбил ему коленный сустав, в результате чего был зафиксирован технический нокаут. В июне в решающем финальном бою в первом же раунде пятнадцатью безответными ударами нокаутировал Брайана Бейкера и стал, таким образом, победителем гран-при. За победу в гран-при получил призовые в размере 100 тысяч долларов, на эти деньги впоследствии приобрёл квартиру в родном районе Омска.
Взяв верх над всеми соперниками отборочного турнира, Шлеменко удостоился права оспорить титул чемпиона Bellator в средней весовой категории, который на тот момент принадлежал кубинцу Эктору Ломбарду. Чемпионский бой состоялся в октябре того же года и продлился все пять раундов. Поскольку это был первый пятираундовый бой в карьере российского бойца, в ранних раундах он излишне осторожничал, опасаясь растратить все силы раньше времени. Ломбард контролировал ход практически всего поединка, переводил Шлеменко в партер, через гард наносил тяжёлые удары локтями и кулаками. Несмотря на большое количество пропущенных ударов и образовавшуюся на лбу гематому, Шлеменко до конца продолжал сопротивляться прессингу и, судя по судейским карточкам, даже сумел выиграть последний пятый раунд. В первых же четырёх раундах Лобмард выглядел явно лучше и защитил свой чемпионский пояс, победив единогласным решением. Шлеменко признался, что выбрал в данном случае неправильную тактику — планировалось уже в начале боя с помощью ударов в корпус сбить Ломбарду дыхание, однако кубинец хорошо держал такие удары, и требующийся эффект был достигнут только к концу третьего — началу четвёртого раунда.
В марте 2011 года Шлеменко одержал победу нокаутом на очередном бойцовском фестивале в Хельсинки, после чего в мае провёл рейтинговый бой в Bellator, в котором единогласным судейским решением взял верх над Бреттом Купером. В августе успешно выступил на турнире League S-70 «Россия против Бразилии», победив техническим нокаутом бразильца Маркуса Сантану. Осенью того же года попал в список участников пятого сезона гран-при средневесов Bellator. Его соперником на четвертьфинал стал мастер тхэквондо из Хорватии Зелг Галешич — эксперты предрекали «рубку» в стойке между двумя высококлассными ударниками, однако бой закончился неожиданно, уже в первом раунде Шлеменко продемонстрировал свои борцовские навыки: поймал хорвата в «гильотину» и заставил сдаться. В полуфинале вышел на американского каратиста Брайана Роджерса, известного своими ранними досрочными победами. Роджерс, как и ожидалось, начал бой в крайне агрессивной манере, добился нокдауна, выполнил амплитудный бросок через бедро и безоговорочно выиграл первый раунд. Во втором раунде, несмотря на пропущенный тейкдаун и диагональный контроль со стороны соперника, Шлеменко постепенно перехватил инициативу и забил Роджерса серией точных ударов. В финале гран-при российскому бойцу противостоял двукратный чемпион мира по бразильскому джиу-джитсу Витор Вианна — в течение всех трёх раундов между ними происходил обмен ударами, Шлеменко доминировал в этом обмене и вышел из него победителем.
Так как Шлеменко вновь выиграл гран-при, планировался ещё один его бой с чемпионом Эктором Ломбардом, однако кубинец надолго исчез из поля зрения организации, а затем стало известно, что в связи с окончанием контракта он переходит из Bellator в UFC — бой сорвался, и титул стал вакантным. Из-за возникшей заминки в течение некоторого времени Александр выступал в разных других промоушенах: решением судей победил американца Хулио Паулиньо на турнире «Битва империй» в Хабаровске, техническим нокаутом выиграл у известного японского бойца и реслера Икухисы «Миновамана» Миновы в новообразованной индийской организации Super Fight League, вновь выступил на турнире League S-70 в Сочи, где единогласным судейским решением одолел американца Энтони Руиса, который, получив два нокдауна и перелом носа, с трудом продержался до конца боя. На май 2012 года было запланировано ещё одно выступление в Хабаровске, но от него пришлось отказаться, поскольку ранее в апреле Шлеменко попал в аварию и сильно травмировался. Он находился на пассажирском сиденье автомобиля, когда в него на полной скорости врезалась машина, управляемая пьяным водителем — в результате боец получил перелом ключицы и вывих большого пальца руки, несколько недель жил с наложенными гипсовыми повязками и затем долго проходил курс физиотерапии, прежде чем смог вернуться к полноценным тренировкам.
Одновременно с этим управляющий Bellator Бьёрн Ребни объявил, что вакантный титул чемпиона в среднем весе будет разыгран между победителем пятого сезона гран-при Александром Шлеменко и будущим победителем шестого сезона — в итоге вторым претендентом стал уверенно выигравший гран-при бразилец Майкел Фалкан, обладатель чёрного пояса по БЖЖ. Чемпионский бой прошёл в феврале 2013 года, первый раунд получился сравнительно равным с обоюдным обменом ударами, бойцы вязались в клинче, обменялись тейкдаунами. Во втором раунде Фалкан начал форсировать события, но Шлеменко удалось погасить его напор контрударами — в конечном счёте россиянин пробил два результативных удара по печени, бразилец упал и уже в лежачем положении получил два тяжёлых удара в голову, в результате которых оказался в тяжелейшем нокауте. Празднуя победу, Шлеменко в числе прочего произнёс фразу, растиражированную многими СМИ и впоследствии ставшую крылатой: «Мы чемпионы, а бразильцы… вон там лежат!».

### В ранге чемпиона Bellator
Ожидалось, что первую защиту полученного титула Шлеменко проведёт в сентябре 2013 года в поединке с победителем восьмого сезона гран-при средневесов Дагом Маршаллом, однако незадолго до начала турнира Маршалл получил травму, и его заменили финалистом того гран-при Бреттом Купером. Бой сразу начался с жёсткого обмена ударами, в середине первого раунда Шлеменко удачно предотвратил проход в ноги, минуту спустя Купер сумел нанести точный левый боковой в голову, но не стал развивать успех, предпочитая работать в среднем темпе. Во втором раунде бойцы продолжили наносить друг другу урон в стойке, у Шлеменко над левым глазом открылось сильное рассечение — кровотечение вынудило его действовать активнее, в течение некоторого времени он имел ощутимое преимущество. В какой-то момент Купер потряс его точным ударом правой и попытался добить, но россиянин выжил под градом ударов и возвёл руки вверх, показывая, что готов продолжать. В третьем раунде соперники вновь произвели множество обоюдоострых выпадов, Шлеменко попытался провести «гильотину» в стойке, Купер вырвался из захвата и ответил тейкдауном. Раунд завершился очередным удачным тейкдауном со стороны Купера. В начале четвёртого раунда правым прямым ударом Шлеменко отправил Купера в нокдаун, после чего попытался добить лежачего соперника — американец всё же поднялся на ноги и при полном доминировании российского бойца с трудом достоял до гонга. В заключительной пятиминутке Шлеменко выглядел свежее и продолжал наносить большое количество ударов. Проигрывая в обмене ударами, Купер периодически предпринимал попытки пройти в ноги, в одном из эпизодов ему всё-таки удалось перевести поединок в партер, но не надолго. Во второй половине раунда уже Шлеменко начал делать тейкдауны, выполнил три эффектных броска, закрепил успех контролем и ударами в партере. В конце боя Купер казался полностью подавленным. В итоге все трое судей с одинаковым счётом 48-47 единогласно отдали победу Шлеменко. Сохранив за собой чемпионский пояс, россиянин поблагодарил Бретта Купера за хороший бой.
Запланированный поединок с Маршаллом всё же состоялся чуть позже в ноябре, при этом накануне претендующий на чемпионский пояс американец оскорбительно высказывался в адрес Шлеменко и вообще в адрес всех российских бойцов. Во время боя Маршалл вёл себя вызывающе, пытался раздёргивать Шлеменко лоу-киками на дальней дистанции, россиянин не поддавался на его провокации, избрав тактику боя на ближней дистанции — устраивал проходы в корпус и ноги, прижимал соперника к сетке, вязался в клинче, стараясь минимизировать ущерб от его ударов. К середине первого раунда Шлеменко избрал целью печень американского бойца, начал наносить множество ударов именно в эту область. Отдельные мидл-кики и левые боковые достигали цели. Когда до гонга оставалось около тридцати секунд, в результате очередного пропущенного левого бокового удара в печень Маршалл повалился на канвас, и рефери принял решение остановить поединок, засчитав технический нокаут. Впоследствии выяснилось, что во время боя американец находился под действием запрещённых веществ.
Следующим официальным претендентом на титул чемпиона стал победитель девятого сезона гран-при среднего веса Бреннан Уорд — сразу после боя с Маршаллом он поднялся в клетку и бросил Шлеменко вызов, устроив с ним дуэль взглядов. Чемпионский бой прошёл в марте 2014 года, вначале Уорд действовал довольно успешно, наносил весомые удары, переводил соперника в партер и контролировал спину — в течение последних двух минут первого раунда имел явное преимущество в партере, оказывая давление на диафрагму и пытаясь провести удушающий приём сзади. Во втором раунде он по-прежнему придерживался своей тактики, но из-за неудачной попытки прохода в ноги попался в «гильотину» и сдался. Шлеменко, таким образом, одержал пятидесятую победу на профессиональном уровне, вошёл в десятку сильнейших бойцов-средневесов мирового рейтинга и стал вторым за всю историю Bellator бойцом, кому удалось трижды защитить свой чемпионский титул (лидерство по этому показателю удерживает полусредневес Бен Аскрен, защитивший чемпионский пояс четыре раза).
В мае российский боец стал хедлайнером первого pay-per-view-турнира Bellator, при этом чемпионский титул на кону не стоял — ему в соперники дали возобновившего спортивную карьеру ветерана Тито Ортиса, и бой предполагался в полутяжёлом весе. Ортис значительно превосходил Шлеменко в габаритах, но россиянин сам выступил инициатором такого поединка, решив попробовать себя в непривычной весовой категории. Несмотря на ощутимую разницу в габаритах и выдающиеся борцовские навыки Ортиса, большинство экспертов отдавали предпочтение Шлеменко, так как он был на десять лет моложе, к тому же Ортис уже очень давно никого не побеждал и ранее терпел поражения от ударов в корпус, которыми как раз славится Шлеменко. Во время собственно поединка Александр пытался с помощью частых ударов удерживать американца на удобной для себя дистанции, но тому не составило труда прижать его к сетке и затем перевести в партер. Ортис закрыл «треугольник» руками, Шлеменко сопротивлялся до последнего и потерял сознание от удушья — прервалась его впечатляющая серия из тринадцати побед подряд.
Четвёртый и последний раз Александр Шлеменко защищал титул чемпиона Bellator в сентябре 2014 года в поединке с победителем десятого сезона гран-при среднего веса американским проспектом Брэндоном Холси. Малоопытный Холси считался явным андердогом, на тот момент он выступал среди профессионалов всего лишь два года и провёл в клетке только семь боёв. При этом претендент был хорошо знаком с техникой Шлеменко, так как ранее несколько раз спарринговал с ним в тренировочном центре HB Ultimate в Хантингтон-Бич, кроме того, Холси помогал Тито Ортису готовиться к бою с россиянином. К всеобщему удивлению, ему удалось победить удушающим приёмом сзади всего за 35 секунд — Шлеменко вновь проиграл борьбу в партере, отдал сопернику спину и, отказавшись сдаваться, оказался в бессознательном состоянии. Оглядываясь назад, российский боец объяснял поражения от Ортиса и Холси неудачными экспериментами с вегетарианской диетой, из-за которой значительно потерял в силе.

### Fight Nights Global
Уже после поражения от Тито Ортиса планировался бой Шлеменко на родине против представителя Швейцарии Ясуби Эномото в июле 2014 года на турнире российского промоушена Fight Nights «Битва под Москвой 16», однако по неизвестным причинам бойцы не выступили в указанную дату. Их поединок в итоге всё же состоялся на декабрьском турнире «Битва под Москвой 18. Перезаморозка». На протяжении всего боя Шлеменко действовал первым номером, наносил традиционные удары с разворота, переводил соперника в партер, но не боролся, предлагая ему подниматься. Работавший на контратаках Эномото так же наносил удары, но с меньшей силой и точностью. Итог — победа Шлеменко единогласным решением судей.
Широко обсуждалась вероятность ещё одного громкого боя в Fight Nights, с одним из ведущих бойцов организации, известным российским кикбоксером Владимиром Минеевым, который совсем недавно перешёл из кикбоксинга в ММА. Бойцы обменялись колкостями в социальных сетях и прессе, Минеев настойчиво вызывал Шлеменко на поединок, но тот категорически отвергал предложение о бое, ссылаясь на недостаточную известность Минеева в мире смешанных единоборств — вместо этого он предлагал встретиться и уладить противоречия вне ринга. Средства массовой информации довольно долго подогревали интерес к этому противостоянию, но переговоры ни к чему не привели. Позже Минеев отмечал в интервью, что заключить контракт на бой в то время не удалось прежде всего по финансовым причинам, так как другие организации делали Александру более выгодные предложения. Сам Шлеменко подтвердил эту информацию: «Компания Fight Nights, в том числе и Камил Гаджиев, не смогли заинтересовать моего менеджера Алексея Жернакова поединком с Минеевым. Если он сможет это сделать, тогда мы этот бой рассмотрим, если нет, я не понимаю, зачем мне тогда поединок с этим человеком».

### Допинговый скандал и дисквалификация
В феврале 2015 года Шлеменко продолжил выступать в Bellator и вышел в клетку против голландского кикбоксера Мелвина Манхуфа. Если в первом раунде бойцы не причинили друг другу серьёзного урона, то во втором россиянин начал наносить множественные удары с разворота, один из которых попал точно в челюсть на встречном ходу, и Манхуф оказался в тяжёлом нокауте. Позже этот нокаут был признан лучшим нокаутом месяца в Bellator. Тем не менее, уже в марте стало известно, что Шлеменко провалил допинг-тест, проведённый сразу после боя — его проба показала значительно превышенный уровень тестостерона по отношению эпитестостерону и наличие анаболического стероида оксандролона. Результат поединка с Манхуфом был отменён, Атлетическая комиссия штата Калифорния дисквалифицировала россиянина на три года и назначила ему штраф в размере 10 тысяч долларов.
Комиссия предложила мировое соглашение, была возможность сокращения срока дисквалификации до девяти месяцев, если боец полностью признает свою вину, однако Александр категорически отвергал все обвинения в свой адрес, заявив, что никогда в жизни не применял допинг. Его команда наняла американского адвоката и начала в США судебный процесс, указывая на множественные нарушения, допущенные в ходе процедуры контроля. Так, в ходе допинг-теста не была взята дополнительная проба «Б», в то время как проба «А» исследовалась дважды и в каждом случае показала разные результаты. По мнению Шлеменко, отношение тестостерона к эпитестостерону 50:1 (при норме 1:1) — неправдоподобно высокое, тогда как оксандролон найден в чистом непереработанном организмом виде — эти факты выглядят особенно странно в свете того, что проверка не была внезапной, спортсмены знали о ней заранее. Также Шлеменко выразил недовольство назначенным ему наказанием: беспрецедентные три года дисквалификации (вместо максимальных двух) и необоснованная сумма штрафа в 10 тысяч долларов (по регламенту комиссии максимальный штраф должен составлять не более 2,5 тысяч долларов). Судебное заседание по этому делу должно было состояться в декабре 2015 года, однако по неизвестной причине его перенесли на семь месяцев, что так же вызвало недовольство российского бойца, который всё это время простаивал без боёв.
В июле 2016 года в калифорнийском суде всё же состоялось слушание по делу Шлеменко, его иск частично удовлетворили, было принято решение об отмене трёхлетней дисквалификации. Суд постановил, что Атлетическая комиссия Калифорнии не имела права отстранять бойца на срок дольше, чем до конца действующей лицензии, которая выдавалась на год и закончилась в феврале. Размер штрафа был уменьшен с 10 тысяч долларов до 5 тысяч. При всём при том, опровергнуть сам факт применения допинга российской стороне не удалось, суд не увидел в действиях атлетической комиссии каких-либо нарушений, в частности установил, что комиссия имела право не брать у спортсмена пробу «Б». Решение об отмене результата боя с Мелвином Манхуфом так же осталось в силе.

### Гран-при M-1 Global
Несмотря на действующую трёхлетнюю дисквалификацию, после почти годичного простоя Шлеменко всё же удалось получить у Bellator разрешение на выступление в России. Он подписал контракт с организацией M-1 Global, где уже дрался на заре своей профессиональной карьеры, и стал одним из четырёх участников гран-при среднего веса. На стадии полуфиналов в феврале 2016 года Александр встретился с пятикратным чемпионом мира по боевому самбо, бывшим чемпионом М-1 Вячеславом Василевским. Их поединок получился очень зрелищным, на протяжении всех трёх раундов бойцы беспрерывно обменивались ударами, причинив друг другу существенный ущерб — встреча превратилась в «одну из лучших рубок в истории российских смешанных единоборств». Если в первом раунде с незначительным перевесом лучше выглядел Василевский, то во втором и третьем инициативой владел Шлеменко, наносил значительно больше ударов, хотя серьёзно потрясти соперника всё же не смог. В итоге двое судей отдали победу Шлеменко, тогда как третий поставил ничью. Василевский выразил крайнее недовольство судейским решением, считая себя безоговорочным победителем боя, и отказался поздравить подошедшего к нему Шлеменко, в результате чего между ними произошла небольшая потасовка.
В другом полуфинале победу одержал действующий чемпион М-1 в среднем весе Рамазан Эмеев, однако, спустя какое-то время, он получил травму и вынужден был отказаться от участия в финале. Организаторы не стали отменять гран-при и вновь дали в соперники Александру Вячаслава Василевского, который по-прежнему настаивал на своём превосходстве и считал несправедливым исход их первого боя. Матч-реванш получился не менее зрелищным и драматичным — не тратя времени на разведку, бойцы сразу же начали наносить друг другу силовые удары. Василевский работал первым номером и с самого начала задавал довольно высокий темп, предпочитая действовать на ближней дистанции и в клинче у канатов. Если Вячеслав не имел видимых повреждений на теле, то лицо Шлеменко в конце второго раунда выглядело сильно избитым, с большим количеством гематом и кровоподтёков, а сам боец казался измождённым. В третьем раунде после очередной серии ударов у канатов Василевский выполнил тейкдаун и в течение некоторого времени пытался пройти гард — у него это практически получилось, но Шлеменко перевернулся, отдав спину, и затем сразу встал на ноги, сбросив соперника с себя. Поднимаясь, Василевский неловко угодил головой в «гильотину» и сдался. Таким образом, Александр Шлеменко получил пояс чемпиона гран-при М-1 в среднем весе и призовые в размере 50 тысяч долларов. Позже он отмечал, что уже на 24 секунде первого раунда получил тычок пальцем в глаз — глаз из-за этого перестал видеть, и ему пришлось драться наполовину вслепую.

### Возвращение в Bellator
Первый раз после отстранения Шлеменко вышел в клетку Bellator в октябре 2016 года, его соперником стал американец Кендалл Гроув, и бой являлся главным событием вечера. Гроув имел значительное преимущество в росте (198 см против 180 см) и пытался воспользоваться этим, стараясь действовать на дальней дистанции. Шлеменко с самого начала взял инициативу на себя, наносил множество ударов в корпус и голову соперника, навязывал размен на ближней дистанции и к середине первого раунда одним из ударов свалил Гроува на канвас. Когда тот поднялся на ноги, Шлеменко атаковал его с ещё большей агрессией и имел хорошую возможность закончить поединок досрочно, но в размене сам пропустил крепкий удар и в течение какого-то времени вынужден был отступать, защищаясь от непрерывной серии выпадов в свою сторону. Тем не менее, Шлеменко не был потрясён и вскоре вновь повёл в поединке. Во втором раунде российский боец начал эффективно работать ногами по корпусу, позже ему удалось отправить Гроува в нокдаун серией из удара в печень и правого бокового в голову. Последовало добивание упавшего соперника, и рефери Джон Маккарти остановил бой, засчитав технический нокаут.
Следующий бой Александра Шлеменко в Bellator планировался на март 2017 года, однако вместо этого он принял предложение M-1 Global, решив выступить на родине перед российскими болельщиками. Ему в соперники прочили чемпиона организации Рамазана Эмеева, с которым он должен был встретиться ещё в прошлом году в финале гран-при, но оказалось, что Эмеев вновь травмирован, и в качестве соперника был приглашён американец Пол «Джентльмен» Брэдли, так же имевший опыт выступлений в Bellator. Во время боя Брэдли делал частые проходы в корпус и ноги, у него это периодически получалось, однако он никак не реализовывал полученное позиционное преимущество, поэтому рефери возвращал бойцов в стойку. Шлеменко вместо традиционных ударов с разворота в этот раз наносил большое количество ударов коленями, многие из которых достигали цели. Россиянин выглядел лучше во всех трёх раундах и победил единогласным решением судей. Спустя несколько дней по окончании боя порталом sports.ru был включён в список десяти лучших российских бойцов в XXI веке.
В июне 2017 года на санкт-петербургском турнире M-1 состоялся матч-реванш с Брэндоном Холси. Бой продлился всего 25 секунд — ударом ногой Шлеменко сразу попал сопернику по печени, тот упал на канвас и во время добивания не оказывал никакого сопротивления.
Шлеменко стал первым соперником перешедшего в Bellator сильного бойца из Голландии Гегарда Мусаси, который до этого выступал в UFC и шёл на серии из пяти побед подряд, входил в десятку сильнейших средневесов мира. Бойцы встретились в клетке в октябре, уже в начале боя Шлеменко выполнил точный свинг правой, в результате которого у Мусаси образовалась большая гематома на глазу, и глаз практически полностью закрылся. Однако вскоре с помощью эффектного броска голландец перевёл поединок в партер и, забрав спину, предпринял несколько попыток удушения сзади — Шлеменко выдержал все удушающие приёмы и в конечном счёте поднялся на ноги, успев нанести ещё несколько результативных ударов в концовке. Второй раунд большей частью прошёл в обоюдном обмене ударами, Шлеменко выглядел несколько лучше, однако в какой-то момент Мусаси вновь продемонстрировал свои навыки борьбы и занял более выгодное положение в партере — он наносил урон, выходил на удушение, полностью контролировал ситуацию — россиянин смог выбраться из захвата только благодаря прозвучавшему сигналу об окончании раунда. В третьем отрезке поединка Шлеменко продолжил прессинг с ударами, и некоторые из его выпадов оказались успешными. По итогам напряжённого противостояния судьи единогласно с одинаковым счётом 29-28 отдали победу Мусаси. Объявление результата боя сопровождалось неодобрительным гулом болельщиков, решение вызвало споры. Так, штатный эксперт Bellator Джимми Смит в прямом эфире выставил счёт 29-28 в пользу Шлеменко, отдав ему два раунда из трёх. Портал Sherdog в своей онлайн-трансляции так же назвал победителем Шлеменко. Сам боец заявил, что его «ограбили». Спустя некоторое время команда Шлеменко подала протест в Ассоциацию боксёрских комиссий США и Международную ассоциацию смешанных единоборств, потребовав пересмотреть результат боя. Сайтом «Чемпионат» этот бой впоследствии был включён в число «5 самых больших боёв россиян в истории ММА».
В июне 2018 года на турнире M-1 Challenge в Челябинске Шлеменко встретился с малоизвестным бразильцем Бруну Силвой, при этом Силва не смог уложиться в лимит средней весовой категории, показав превышение около 400 грамм, за что получил предупреждение в виде «жёлтой карточки» и лишился 20 % своего гонора. Бойцы начали поединок с обмена ударами, в середине первого раунда Шлеменко, будучи прижатым к канатам, пропустил несколько ударов и перестал отвечать сопернику, в результате чего рефери остановил бой и засчитал нокаут. Позже Александр объяснил своё поражение проявленным «непрофессионализмом», извинившись перед болельщиками и попросив скорейшего реванша.
Последний по контракту бой в Bellator провёл в октябре 2018 года, получив в соперники соотечественника Анатолия Токова. Противостояние продлилось все отведённые три раунда, в итоге судьи единогласным решением отдали победу Токову. На этом поражении многолетнее сотрудничество Шлеменко с Bellator подошло к концу — Александр был рад окончанию контракта, отметив, что последние четыре года организация «планомерно убивала его карьеру», не предоставляла ему достаточное количество поединков.

### Свободный агент
В декабре 2018 года Шлеменко выступил в главном бою вечера уральской организации RCC в Екатеринбурге. Изначально его соперниками здесь назывались немец Роберто Солдич и англичанин Скотт Аскем, но оба снялись с турнира из-за травм — в конечном счёте оппонентом стал другой представитель Германии Йонас Билльштайн. В первом раунде Билльштайн забрал спину российского бойца и в течение некоторого времени пытался провести удушающий приём. Второй раунд оказался для Александра более успешным, он провёл агрессивную атаку с ударами и принудил соперника к сдаче с помощью «гильотины».
В мае 2019 года в главном бою вечера на турнире RCC в Челябинске встретился с бразильцем Вискарди Андради и выиграл у него техническим нокаутом в третьем раунде.
В сентябре 2019 года принял участие в турнире Roscongress Vladivostok Combat Night во Владивостоке, прошедшем на круизном лайнере Costa Venezia в рамках Восточного экономического форума. В главном бою вечера по итогам пяти раундов уступил единогласным решением судей американцу Крису Ханикатту.
В декабре 2019 года вновь был хедлайнером на турнире RCC в Екатеринбурге, на сей раз в концовке первого раунда с помощью «гильотины» принудил к сдаче сильного американца Дэвида Бранча, бывшего чемпиона WSOF, недавно покинувшего UFC.
7 мая 2021 года бой Александра Шлеменко и бразильского бойца Марсио Сантоса закрывал турнир AMC Fight Nights 101, который проходил во Владивостоке. Россиянин одержал победу единогласным решением судей по итогам трех раундов.
17 октября 2021 года Александр Шлеменко встретился с Артуром Гусейновым в главном бою турнира  EFC 42. Поединок продлился все три раунда и завершился победой Шлеменко единогласным решением судей.
26 августа 2022 года в рамках турнира RCC 12 провёл бой с малоизвестным бойцом Александом Иличем, представляющим Сербию. В самом начале первого раунда Шлеменко пропустил удар коленом в голову, который его серьёзно потряс. Илич бросился на добивание, что вынудило рефери остановить схватку на 22-й секунде. После боя Шлеменко раскритиковал рефери, который, по его мнению, слишком рано остановил бой, не дав ему возможности прийти в себя после пропущенного удара.
30 сентября 2022 года Шлеменко провел бой с бразильцем Клебером Соузой. Поединок, возглавивший турнир SFC 5 в Омске, прошел все три раунда, по истечении которых мнения судей разделились. Один со счетом 29-28 отдал победу Шлеменко, другой с аналогичным счетом Соузе, а их третий судья выставил ничейный счет 28-28, тем самым бой завершился ничьей раздельным решением судей
3 декабря 2022 года в главном бою турнира RCC13 уступил единогласным решение Магомеду Исмаилову. 
21 июля 2023 года Шлеменко провёл бой против бразильца Алекса Оливейры на турнире собственного промоушена Shlemenko Fighting Championship. Александр побелил удушающим приемом (гильотина) в первом раунде.
15 декабря 2023 года встретился с Александром Иличем на турнире RCC17. Шлеменко победил Илича техническим нокаутом в конце первого раунда, тем самым реваншировав свое поражение годичной давности.
11 мая 2024 Шлеменко встретился с Куатом Хамитовым на турнире RCC19. Алексаднр победил единогласным решением судей.
1 июня 2024 Шлеменко встретился с Кёртисом Мелендером. Александр победил техническим нокаутом в первом раунде. Бой состоялся в рамках турнира Shlemenko Fighting Championship 10.
14 декабря 2024 в главном бою турнира RCC21 Шлеменко встретился с Анатолием Токовым. Шлеменко победил раздельным решением судей, тем самым взяв реванш за поражение в 2018 году.
31 мая 2025 года бой Александра Шлеменко и Владислава Ковалёва возглавит турнир RCC 22 в Екатеринбурге.

### Shlemenko Fighting Championship
7 июня 2021 года Александр Шлеменко на своей странице в социальной сети заявил о создании нового собственного MMA-промоушена Shlemenko Fighting Championship. Первый турнир организации прошёл 20 июня в Омске. К началу 2025 года было проведено 17 турниров. На 2025 год планируется как минимум два турнира.

## Стиль боя
С базовой техникой кикбоксинга, тайского бокса и армейского рукопашного боя Александр Шлеменко — боец ярко выраженного ударного стиля. В поединке он старается избегать борьбы в партере, предпочитая вести бой в стойке — наносит множество силовых ударов, как руками, так и ногами, стремится нокаутировать соперника. Его бойцовский стиль в полной мере отражает взятое прозвище — Шторм — он выбрал его, посчитав соответствующим своему стилю, а также из-за одинакового звучания как на русском, так и на английском языках.
Я не так хорошо одарён природой: у меня нет суперсилы, суперскорости. Я выигрываю за счёт бойцовского духа.
Визитной карточкой Шлеменко являются так называемые «бэкфисты», сильные удары рукой с разворота, с помощью которых он причиняет существенный ущерб своим соперникам, потрясает их, вводит в состояние грогги и затем добивает обычными прямыми ударами. Также имеет в арсенале удары ногой с разворота, одиночные удары коленями в прыжке, боковые удары по корпусу, оверхенды. Прямо посреди раунда Шлеменко может менять стойки с левосторонней на правостороннюю и обратно, сам он отмечал, что одинаково хорошо владеет обеими стойками. Несмотря на выраженную ударную специализацию, Шлеменко обладает и некоторыми борцовскими навыками, так, в его послужном списке есть победы, одержанные удушающими приёмами «треугольник» и «гильотина». Александр славится впечатляющей выносливостью, которой обязан занятием лыжным спортом в бытность подростком. Для поддержания высокого уровня выносливости он активно практикует круговые тренировки кроссфита, с которыми познакомился ещё в 2009 году во время пребывания в США. Кроме того, сказывается тот фактор, что он не сильно гоняет вес перед боями, сбрасывает порядка 5-6 кг и приступает к этому процессу всего за три дня до взвешивания.
В бою Шлеменко отличается такими характерными чертами как сила духа и спортивная злость. Портал Sherdog дважды включал его в список самых жестоких бойцов мира ММА, обозреватель сайта Джордан Брид назвал его «обладателем степени доктора наук в области жестокости». Сам боец причисляет спортивную злость к своим сильным сторонам: «Самое главное качество — это злость. Когда она у меня пробуждается, я себя хорошо чувствую».

## Тренерская деятельность
Ещё с середины 2000-х годов, одновременно со своей бойцовской карьерой, Шлеменко в той или иной степени осуществлял тренерскую деятельность — будучи дипломированным специалистом, участвовал в подготовке многих начинающих бойцов омского клуба «Сатурн-Профи». В 2007 году у него появились полноценные ученики Андрей Корешков и Александр Сарнавский, которых он всегда брал с собой на все тренировочные сборы и соревнования — со временем они выбились в число лучших российских бойцов ММА и тоже имели контракты с Bellator, где выступали с переменным успехом (Корешков владел титулом чемпиона Bellator в полусредней весовой категории).
Шлеменко давно мечтал об открытии собственной школы единоборств в Омске, и в 2013 году эти мечты стали реальностью, когда его инициативы поддержала компания «Газпром нефть», предложив финансирование в рамках программы социальных инвестиций «Родные города». Официальное открытие несколько затянулось из-за поиска подходящего помещения, в 2014 году подходящий зал общей площадью 530 м² всё-таки был найден и оборудован всем необходимым инвентарём: зоной для кроссфита, функционального тренинга, «бросковыми» зонами, тренажёрами и настоящей клеткой-октагоном. Основную часть посетителей авторской школы «Шторм» составляют дети в возрасте от 6 до 16 лет, но программа занятий также включает в себя тренировки для взрослых и профессионалов высшей квалификации из России и стран зарубежья. Сюда приезжают тренироваться многие известные бойцы из других городов, так, в последнее время под руководством Александра Шлеменко тренируется чемпион М-1 в полусреднем весе Алексей Кунченко, также посетителями школы являются профессиональные бойцы Тимур Нагибин, Дамир Исмагулов, Иван Штырков.
На соревнованиях Шлеменко часто секундирует представителей клуба «Боец» из города Оренбурга, является тренером и капитаном оренбургской команды «Новый поток».

## Личная жизнь, общественная работа, убеждения
Шлеменко с 2012 года женат на своей давней подруге Алёне Шлеменко (Мызниковой), есть пятеро детей: дочь Ангелина (род. 2013), сын Святослав (род. 2015), дочь Аксинья (род. 2017), сын Александр (род. 2020), сын Златан (род. 2022). Он неоднократно отмечал в интервью, что расставание с семьёй для него — самое тяжёлое испытание, поэтому супруга с детьми всегда отправляются в поездки вместе с ним, неизменно присутствуют в зрительском зале во время поединков.
Алкоголь — это реальное орудие геноцида. Я только что гулял с дочкой у нас на Московке и на каждом шагу видел дикую картину: родители с колясками — в зубах сигареты, в руках пиво. С этими людьми бесполезно разговаривать: они плодят армию больных, которых потом придётся лечить здоровым. Сухой закон нужен не то что сегодня — он нужен был ещё позавчера.
Александр Шлеменко называет себя «абсолютным трезвенником», ни в какой форме не употребляет алкоголь, даже его свадьба, по собственному признанию, была полностью безалкогольной. Активно занимается пропагандой трезвости и здорового образа жизни, выступает с лекциями о вреде алкоголя и табакокурения перед детьми в школах, в общении с журналистами часто затрагивает проблему алкоголизации страны. Сторонник введения сухого закона.
В 2014 году по примеру олимпийского чемпиона Алексея Воеводы в течение некоторого времени практиковал вегетарианство и сыроедение, но затем отказался от этих диет, посчитав, что они отрицательно сказываются на его физических показателях и приводят к ухудшению спортивных результатов. Позже отмечал, что, хотя и не придерживается веганской диеты, всё же считает её правильной.
Шлеменко одним из первых среди российских бойцов начал вести полноценный видеоблог, в котором уже на протяжении многих лет подробно рассказывает обо всех происходящих с ним событиях, комментирует новости из мира ММА, даёт советы начинающим бойцам, отвечает на вопросы болельщиков. Открыл несколько бесплатных спортивных площадок в Омске, с тренажёрами и турниками для воркаута.
Во время вынужденного простоя, связанного с дисквалификацией, Шлеменко проявил себя как актёр. Сначала он снялся в музыкальном клипе на песню «Должен дойти до конца» омского рэпера Вячеслава «Poet» Крауза, а позже дебютировал в кино, сыграв небольшую роль бойца ММА в художественном фильме «Спарта» режиссёра Николая Кудряшова. По сюжету он участвует в необычном командном турнире по смешанным единоборствам, в котором вместе с персонажами Андрея Семёнова и Михаила Малютина противостоит главным героям фильма, которых сыграли Денис Никифоров, Владимир Епифанцев, Максим Коновалов и сам Николай Кудряшов. Помимо этого, снимался в роликах социальной рекламы, посвящённых здоровому образу жизни. О Шлеменко в 2022 году вышел документальный фильм "Шторм" среди ясного неба", режиссера Юлии Быба.
Считает себя патриотом. Несмотря на то, что большинство наиболее значимых боёв Шлеменко проводит в Америке, обладает большой известностью и востребованностью в американской ММА-индустрии, он не собирается переезжать в США на постоянное жительство, как это делают многие бойцы, предпочитая жить и тренироваться в родном районе Омска. «Я считаю себя патриотом, и не имею цели любой ценой свалить из своей страны. Пускай она там плохая, не плохая… уехать из своего города, кинуть всех и наплевать на всех — я этого не хочу делать. Я хочу изменить жизнь к лучшему там, где я родился. Чтобы к нам ехали, чтобы на нас равнялись». В своей педагогической практике большое внимание уделяет патриотическому воспитанию подрастающего поколения.
Изъявлял желание заняться политикой, в 2014 году вступил в партию «Родина», планировал выдвинуться кандидатом на думских выборах 2016 года, участвовал в переговорах с председателем партии Алексеем Журавлёвым, но затем отказался от этой идеи, решив сконцентрироваться на спортивной карьере. Во время президентских выборов 2018 года являлся доверенным лицом Владимира Путина в Омской области. Придерживается националистических взглядов.
На бои выходит под песню «Angels» голландской симфо-метал-группы Within Temptation.
Поддержал нападение России на Украину. 19 октября 2022 года внесён в санкционные списки Украины против лиц «которые публично призывают к агрессивной войне, оправдывают и признают законной вооруженную агрессию РФ против Украины, временную оккупацию территории Украины».
В 2024 году являлся доверенным лицом кандидата в президенты России Владимира Путина.

## Награды и достижения
- Современный панкратион
  - Победитель этапа кубка России по панкратиону (г. Омск), до 85 кг, турнир-4-ка;
  - Победитель этапа кубка России по панкратиону (г. Самара), до 85 кг, турнир-4-ка;
  - Чемпион России по панкратиону 2004 г. (г. Омск), до 85 кг, турнир-8-ка;
  - Победитель этапа кубка России по панкратиону (г. Ульяновск), до 85 кг, турнир-8-ка;
  - Чемпион Азии 2005 г. (г. Якутск), до 85 кг, турнир-8-ка;
  - Чемпион мира по профессиональному панкратиону, (г. Астана, Казахстан), до 83 кг, турнир 8-ка;
  - Победитель турниров IAFC (г. Новосибирск, Россия);
  - Чемпион Европы по версии IVC (г. Прага, Чехия);
  - Победитель международного турнира «Битва гладиаторов» (г. Омск);
  - Финалист «Кубка империи» (г. Казань);
- Смешанные единоборства
  - Двукратный победитель гран-при Bellator в среднем весе (2010, 2011);
  - Третий чемпион Bellator в среднем весе (2013—2014, 3 защиты);
  - Победитель гран-при M-1 Global в среднем весе;
  - Член третьей команды самых жестоких бойцов (All-Violence Third Team) по версии сайта Sherdog (2010, 2011)[115][143];
  - Спортсмен года по версии журнала GQ (2016)[144].

## Статистика в ММА
| Боёв 84         | Побед 66 | Поражений 16 |
| --------------- | -------- | ------------ |
| Нокаутом        | 34       | 3            |
| Сдачей          | 12       | 4            |
| Решением        | 20       | 9            |
| Ничьи           | 1        | 1            |
| Не состоявшихся | 1        | 1            |

| Результат    | Рекорд      | Соперник                  | Способ                                 | Турнир                                          | Дата             | Раунд | Время | Место                   | Примечание                                                         |
| ------------ | ----------- | ------------------------- | -------------------------------------- | ----------------------------------------------- | ---------------- | ----- | ----- | ----------------------- | ------------------------------------------------------------------ |
| Поражение    | 66-16-1 (1) | Владислав Ковалёв         | Раздельное решение                     | RCC 22: Шлеменко – Белаз                        | 31 мая 2025      | 3     | 5:00  | Екатеринбург, Россия    |                                                                    |
| Победа       | 66-15-1 (1) | Анатолий Токов            | Раздельное решение                     | RCC 21                                          | 14 декабря 2024  | 3     | 5:00  | Екатеринбург, Россия    |                                                                    |
| Победа       | 65-15-1 (1) | Кёртис Мелендер           | TKO (удары)                            | Shlemenko FC 10                                 | 1 июня 2024      | 1     | 4:19  | Омск, Россия            |                                                                    |
| Победа       | 64-15-1 (1) | Куат Хамитов              | Единогласное решение                   | RCC 19                                          | 11 мая 2024      | 3     | 5:00  | Екатеринбург, Россия    |                                                                    |
| Победа       | 63-15-1 (1) | Александр Илич            | TKO (удары)                            | RCC 17                                          | 15 декабря 2023  | 1     | 4:50  | Екатеринбург, Россия    |                                                                    |
| Победа       | 62-15-1 (1) | Алекс Оливейра            | Сдача (гильотина)                      | Shlemenko FC 8                                  | 21 июля 2023     | 1     | 1:59  | Омск, Россия            |                                                                    |
| Поражение    | 61-15-1 (1) | Магомед Исмаилов          | Единогласное решение                   | Russian Cagefighting Championship 13            | 3 декабря 2022   | 5     | 5:00  | Екатеринбург, Россия    |                                                                    |
| Ничья        | 61-14-1 (1) | Клебер Соуза              | Раздельное решение                     | Shlemenko Fighting Championship 5               | 30 сентября 2022 | 3     | 5:00  | Омск, Россия            |                                                                    |
| Поражение    | 61-14 (1)   | Александр Илич            | ТКО (удары)                            | Russian Cagefighting Championship 12            | 26 августа 2022  | 1     | 0:22  | Екатеринбург, Россия    |                                                                    |
| Победа       | 61-13 (1)   | Артур Гусейнов            | Единогласное решение                   | EFC 42                                          | 17 октября 2021  | 3     | 5:00  | Сочи, Россия            |                                                                    |
| Победа       | 60-13 (1)   | Марсио Сантос             | Единогласное решение                   | AMC Fight Nights 101                            | 7 мая 2021       | 3     | 5:00  | Владивосток, Россия     |                                                                    |
| Победа       | 59-13 (1)   | Дэвид Бранч               | Сдача (гильотина)                      | Russian Cagefighting Championship 7             | 14 декабря 2019  | 1     | 4:58  | Екатеринбург, Россия    |                                                                    |
| Поражение    | 58-13 (1)   | Крис Ханикатт             | Единогласное решение                   | Roscongress Vladivostok Combat Night            | 5 сентября 2019  | 5     | 5:00  | Владивосток, Россия     |                                                                    |
| Победа       | 58-12 (1)   | Вискарди Андради          | ТКО (удары)                            | Russian Cagefighting Championship 6             | 4 мая 2019       | 3     | 3:37  | Челябинск, Россия       |                                                                    |
| Победа       | 57-12 (1)   | Йонас Билльштайн          | Сдача (гильотина)                      | Russian Cagefighting Championship 5             | 15 декабря 2018  | 2     | 1:15  | Екатеринбург, Россия    |                                                                    |
| Поражение    | 56-12 (1)   | Анатолий Токов            | Единогласное решение                   | Bellator 208                                    | 13 октября 2018  | 3     | 5:00  | Юниондейл, США          |                                                                    |
| Поражение    | 56-11 (1)   | Бруну Силва               | КО (удары руками)                      | M-1 Challenge 93                                | 1 июня 2018      | 1     | 2:54  | Челябинск, Россия       |                                                                    |
| Поражение    | 56-10 (1)   | Гегард Мусаси             | Единогласное решение                   | Bellator 185                                    | 20 октября 2017  | 3     | 5:00  | Анкасвилл, США          |                                                                    |
| Победа       | 56-9 (1)    | Брэндон Холси             | ТКО (удары)                            | M-1 Challenge 79                                | 1 июня 2017      | 1     | 0:25  | Санкт-Петербург, Россия |                                                                    |
| Победа       | 55-9 (1)    | Пол Брэдли                | Единогласное решение                   | M-1 Challenge 75                                | 3 марта 2017     | 3     | 5:00  | Москва, Россия          |                                                                    |
| Победа       | 54-9 (1)    | Кендалл Гроув             | TKO (удары руками)                     | Bellator 162                                    | 21 октября 2016  | 2     | 1:43  | Мемфис, США             |                                                                    |
| Победа       | 53-9 (1)    | Вячеслав Василевский      | Сдача (гильотина)                      | M-1 Challenge 68                                | 16 июня 2016     | 3     | 2:09  | Санкт-Петербург, Россия | Финал гран-при M-1 Global в среднем весе.                          |
| Победа       | 52-9 (1)    | Вячеслав Василевский      | Решение большинства                    | M-1 Challenge 64                                | 19 февраля 2016  | 3     | 5:00  | Москва, Россия          | Полуфинал гран-при M-1 Global в среднем весе.                      |
| Не состоялся | 51-9 (1)    | Мелвин Манхуф             | NC (не состоялся)                      | Bellator 133                                    | 13 февраля 2015  | 2     | 1:25  | Фресно, США             | Победа Шлеменко нокаутом отменена из-за проваленного допинг-теста. |
| Победа       | 51-9        | Ясуби Эномото             | Единогласное решение                   | Fight Nights: Битва под Москвой 18              | 20 декабря 2014  | 3     | 5:00  | Москва, Россия          |                                                                    |
| Поражение    | 50-9        | Брэндон Холси             | Техническая сдача (удушение сзади)     | Bellator 126                                    | 26 сентября 2014 | 1     | 0:35  | Финикс, США             | Лишился титула чемпиона Bellator в среднем весе.                   |
| Поражение    | 50-8        | Тито Ортис                | Техническая сдача (треугольник руками) | Bellator 120                                    | 17 мая 2014      | 1     | 2:27  | Саутавен, США           | Бой в полутяжёлом весе.                                            |
| Победа       | 50-7        | Бреннан Уорд              | Сдача (гильотина)                      | Bellator 114                                    | 28 марта 2014    | 2     | 1:22  | Уэст-Валли-Сити, США    | Защитил титул чемпиона Bellator в среднем весе.                    |
| Победа       | 49-7        | Даг Маршалл               | TKO (рукой в корпус)                   | Bellator 109                                    | 22 ноября 2013   | 1     | 4:28  | Бетлехем, США           | Защитил титул чемпиона Bellator в среднем весе.                    |
| Победа       | 48-7        | Бретт Купер               | Единогласное решение                   | Bellator 98                                     | 7 сентября 2013  | 5     | 5:00  | Анкасвилл, США          | Защитил титул чемпиона Bellator в среднем весе.                    |
| Победа       | 47-7        | Майкел Фалкан             | KO (удары руками)                      | Bellator 88                                     | 7 февраля 2013   | 2     | 2:18  | Дулут, Джорджия, США    | Выиграл вакантный титул чемпиона Bellator в среднем весе.          |
| Победа       | 46-7        | Энтони Руис               | Единогласное решение                   | League S-70: Финал чемпионата России            | 11 августа 2012  | 3     | 5:00  | Сочи, Россия            |                                                                    |
| Победа       | 45-7        | Икухиса Минова            | TKO (колени и руки)                    | SFL 2                                           | 7 апреля 2012    | 1     | 2:20  | Чандигарх, Индия        |                                                                    |
| Победа       | 44-7        | Хулио Паулиньо            | Единогласное решение                   | FEFoMP: Битва империй                           | 17 декабря 2011  | 3     | 5:00  | Хабаровск, Россия       |                                                                    |
| Победа       | 43-7        | Витор Вианна              | Единогласное решение                   | Bellator 57                                     | 12 ноября 2011   | 3     | 5:00  | Рама, Канада            | Финал 5 сезона гран-при Bellator среднего веса.                    |
| Победа       | 42-7        | Брайан Роджерс            | TKO (удары коленями)                   | Bellator 54                                     | 15 октября 2011  | 2     | 2:30  | Атлантик-Сити, США      | Полуфинал 5 сезона гран-при Bellator среднего веса.                |
| Победа       | 41-7        | Зелг Галешич              | Сдача (гильотина)                      | Bellator 50                                     | 17 сентября 2011 | 1     | 1:55  | Холливуд, США           | Четвертьфинал 5 сезона гран-при Bellator среднего веса.            |
| Победа       | 40-7        | Антониу Сантана           | KO (удар рукой)                        | League S-70: Russia vs. Brazil                  | 6 августа 2011   | 1     | 1:29  | Сочи, Россия            |                                                                    |
| Победа       | 39-7        | Бретт Купер               | Единогласное решение                   | Bellator 44                                     | 14 мая 2011      | 3     | 5:00  | Атлантик-Сити, США      |                                                                    |
| Победа       | 38-7        | Ник Вагнер                | KO (удар рукой)                        | Fight Festival 30                               | 12 марта 2011    | 1     | 3:13  | Хельсинки, Финляндия    |                                                                    |
| Поражение    | 37-7        | Эктор Ломбард             | Единогласное решение                   | Bellator 34                                     | 28 октября 2010  | 5     | 5:00  | Холливуд, США           | Бой за титул чемпиона Bellator в среднем весе.                     |
| Победа       | 37-6        | Брайан Бейкер             | TKO (удары руками)                     | Bellator 23                                     | 24 июня 2010     | 1     | 2:45  | Луисвилл, США           | Финал 2 сезона гран-при Bellator среднего веса.                    |
| Победа       | 36-6        | Джаред Хесс               | TKO (травма колена)                    | Bellator 20                                     | 27 мая 2010      | 3     | 2:20  | Сан-Антонио, США        | Полуфинал 2 сезона гран-при Bellator среднего веса.                |
| Победа       | 35-6        | Мэтт Мэйджор              | Единогласное решение                   | Bellator 16                                     | 29 апреля 2010   | 3     | 5:00  | Канзас-Сити, США        | Четвертьфинал 2 сезона гран-при Bellator среднего веса.            |
| Победа       | 34-6        | Шон Салмон                | TKO (коленями в корпус)                | Fight Festival 27                               | 13 марта 2010    | 1     | 0:40  | Хельсинки, Финляндия    |                                                                    |
| Победа       | 33-6        | Жан-Франсуа Леног         | KO (рукой с разворота)                 | Saturn & RusFighters: Битва гладиаторов         | 13 февраля 2010  | 2     | 1:43  | Омск, Россия            |                                                                    |
| Победа       | 32-6        | Максим Неволя             | Сдача (удушение сзади)                 | IAFC: Кубок мэра 2009                           | 27 ноября 2009   | 1     | 1:15  | Новосибирск, Россия     |                                                                    |
| Поражение    | 31-6        | Йордан Радев              | KO (удар рукой)                        | Fight Festival 26                               | 17 октября 2009  | 1     | 4:27  | Хельсинки, Финляндия    |                                                                    |
| Победа       | 31-5        | Патрик Кинцль             | Единогласное решение                   | Hell Cage 4                                     | 20 сентября 2009 | 3     | 5:00  | Прага, Чехия            | Выиграл титул чемпиона Европы WKN MMA в категории до 75 кг.        |
| Победа       | 30-5        | Петрас Моркевичус         | Единогласное решение                   | IAFC: «Россия против Мира»                      | 29 ноября 2008   | 3     | 5:00  | Новосибирск, Россия     |                                                                    |
| Победа       | 29-5        | Роберт Макдэниел          | TKO (коленом в корпус)                 | ShoXC: Elite Challenger Series                  | 10 октября 2008  | 1     | 5:00  | Хаммонд, США            |                                                                    |
| Победа       | 28-5        | Грегори Бабен             | Сдача (треугольник)                    | BSCF: Сибирский вызов 2                         | 18 мая 2008      | 1     | 4:48  | Братск, Россия          |                                                                    |
| Победа       | 27-5        | Микко Суванто             | KO (удары руками)                      | fightFORCE: Russia vs. The World                | 19 апреля 2008   | 1     | N/A   | Санкт-Петербург, Россия |                                                                    |
| Победа       | 26-5        | Диего Висотски            | KO (ногой в голову)                    | BodogFIGHT: USA vs. Russia                      | 30 ноября 2007   | 1     | 2:11  | Москва, Россия          |                                                                    |
| Победа       | 25-5        | Закир Лалашов             | Сдача (треугольник)                    | BSCF: Сибирский вызов 1                         | 14 октября 2007  | 2     | 2:20  | Братск, Россия          |                                                                    |
| Победа       | 24-5        | Скотт Хензе               | KO (рукой с разворота)                 | BodogFIGHT: Vancouver                           | 24 августа 2007  | 1     | 0:57  | Ванкувер, Канада        |                                                                    |
| Победа       | 23-5        | Андрэ Балшмитер           | TKO (удары руками)                     | Братский фестиваль спортивных единоборств       | 24 февраля 2007  | 1     | 2:30  | Братск, Россия          |                                                                    |
| Поражение    | 22-5        | Жозе Ланди-Жонс           | Единогласное решение                   | WFC 2: Evolution                                | 30 сентября 2006 | 3     | 5:00  | Копер, Словения         |                                                                    |
| Поражение    | 22-4        | Роналду Соуза             | Техническая сдача (треугольник руками) | Jungle Fight 6                                  | 29 апреля 2006   | 1     | 2:10  | Манаус, Бразилия        |                                                                    |
| Победа       | 22-3        | Шавкат Ураков             | Сдача (треугольник)                    | APF: Чемпионат мира по панкратиону 2006         | 15 апреля 2005   | N/A   | N/A   | Астана, Казахстан       |                                                                    |
| Победа       | 21-3        | Беслан Исаев              | Сдача (треугольник)                    | APF: Чемпионат мира по панкратиону 2005         | 18 декабря 2005  | 3     | N/A   | Астана, Казахстан       | Финал чемпионата мира.                                             |
| Победа       | 20-3        | Мурад Магомедов           | TKO (остановлен секундантом)           | APF: Чемпионат мира по панкратиону 2005         | 18 декабря 2005  | N/A   | N/A   | Астана, Казахстан       | Полуфинал чемпионата мира.                                         |
| Победа       | 19-3        | Василий Новиков           | TKO (остановлен секундантом)           | APF: Чемпионат мира по панкратиону 2005         | 18 декабря 2005  | 1     | N/A   | Астана, Казахстан       | Четвертьфинал чемпионата мира.                                     |
| Поражение    | 18-3        | Жозе Ланди-Жонс           | Решение судей                          | Jungle Fight 5                                  | 26 ноября 2005   | 3     | 5:00  | Манаус, Бразилия        |                                                                    |
| Победа       | 18-2        | Сергей Наумов             | TKO (удары руками)                     | M-1 MFC: «Россия против Франции»                | 3 ноября 2005    | 2     | 4:50  | Санкт-Петербург, Россия |                                                                    |
| Победа       | 17-2        | Сергей Губин              | KO (удар рукой)                        | IAFC: Открытый Кубок Сибири по панкратиону 2005 | 20 октября 2005  | N/A   | N/A   | Омск, Россия            |                                                                    |
| Победа       | 16-2        | Убайдула Чополаев         | Решение судей                          | M-1 MFC: «Новая кровь»                          | 1 октября 2005   | 2     | 5:00  | Санкт-Петербург, Россия |                                                                    |
| Победа       | 15-2        | Василий Крылов            | Решение судей                          | IAFC: Чемпионат Азии                            | 20 марта 2005    | 3     | N/A   | Якутск, Россия          | Финал чемпионата Азии.                                             |
| Победа       | 14-2        | Муса Плиев                | Решение судей                          | IAFC: Чемпионат Азии                            | 20 марта 2005    | 3     | N/A   | Якутск, Россия          | Полуфинал чемпионата Азии.                                         |
| Победа       | 13-2        | Сергей Акинин             | KO (удар коленом)                      | IAFC: Чемпионат Азии                            | 20 марта 2005    | 1     | N/A   | Якутск, Россия          | Четвертьфинал чемпионата Азии.                                     |
| Победа       | 12-2        | Венер Галиев              | TKO (травма)                           | IAFC: Этап Кубка России                         | 20 декабря 2004  | 1     | N/A   | Ульяновск, Россия       | Финал Кубка России.                                                |
| Победа       | 11-2        | Павел Ярославцев          | TKO (удары руками)                     | IAFC: Этап Кубка России                         | 20 декабря 2004  | 1     | N/A   | Ульяновск, Россия       | Полуфинал Кубка России.                                            |
| Победа       | 10-2        | Мурад Магомедов           | TKO (удары руками)                     | IAFC: Этап Кубка России                         | 20 декабря 2004  | 3     | N/A   | Ульяновск, Россия       | Четвертьфинал Кубка России.                                        |
| Победа       | 9-2         | Яков Бурболенко           | TKO (удары руками)                     | IAFC: Чемпионат России по панкратиону           | 25 июня 2004     | 2     | N/A   | Омск, Россия            | Финал чемпионата России.                                           |
| Победа       | 8-2         | Евгений Завязочников      | Сдача (гильотина)                      | IAFC: Чемпионат России по панкратиону           | 25 июня 2004     | 1     | N/A   | Омск, Россия            | Полуфинал чемпионата России.                                       |
| Победа       | 7-2         | Василий Блинов            | TKO (удары руками)                     | IAFC: Чемпионат России по панкратиону           | 25 июня 2004     | 2     | N/A   | Омск, Россия            | Четвертьфинал чемпионата России.                                   |
| Победа       | 6-2         | Жейхун Алиев              | TKO (удары руками)                     | IAFC: Этап Кубка России 4                       | 29 апреля 2004   | 2     | N/A   | Самара, Россия          | Финал Кубка России.                                                |
| Победа       | 5-2         | Магомед Султанахмедов     | Единогласное решение                   | IAFC: Этап Кубка России 4                       | 29 апреля 2004   | 2     | 5:00  | Самара, Россия          | Полуфинал Кубка России.                                            |
| Поражение    | 4-2         | Венер Галиев              | Единогласное решение                   | Кубок империи 2004                              | 18 марта 2004    | N/A   | N/A   | Казань, Россия          | Финал Кубка империи 2004                                           |
| Победа       | 4-1         | Абдулазис Малааиев        | Единогласное решение                   | Кубок империи 2004                              | 18 марта 2004    | N/A   | N/A   | Казань, Россия          | Полуфинал Кубка империи 2004                                       |
| Поражение    | 3-1         | Беслан Исаев              | Сдача (рычаг локтя)                    | IAFC: Открытый Кубок Азии по панкратиону 2004   | 4 марта 2004     | 1     | N/A   | Якутск, Россия          | Финал Кубка Азии.                                                  |
| Победа       | 3-0         | Антон Вейсбеккер          | KO (удар рукой)                        | IAFC: Открытый Кубок Азии по панкратиону 2004   | 4 марта 2004     | N/A   | N/A   | Якутск, Россия          | Полуфинал Кубка Азии.                                              |
| Победа       | 2-0         | Александр Яковлев         | TKO (удары руками)                     | IAFC: Этап Кубка России 3                       | 19 февраля 2004  | 2     | N/A   | Омск, Россия            | Финал Кубка России.                                                |
| Победа       | 1-0         | Зульфинар Султанмагомедов | TKO (остановлен врачом)                | IAFC: Этап Кубка России 3                       | 19 февраля 2004  | 1     | N/A   | Омск, Россия            | Полуфинал Кубка России.                                            |